# Palácio de Phra Chuthathut

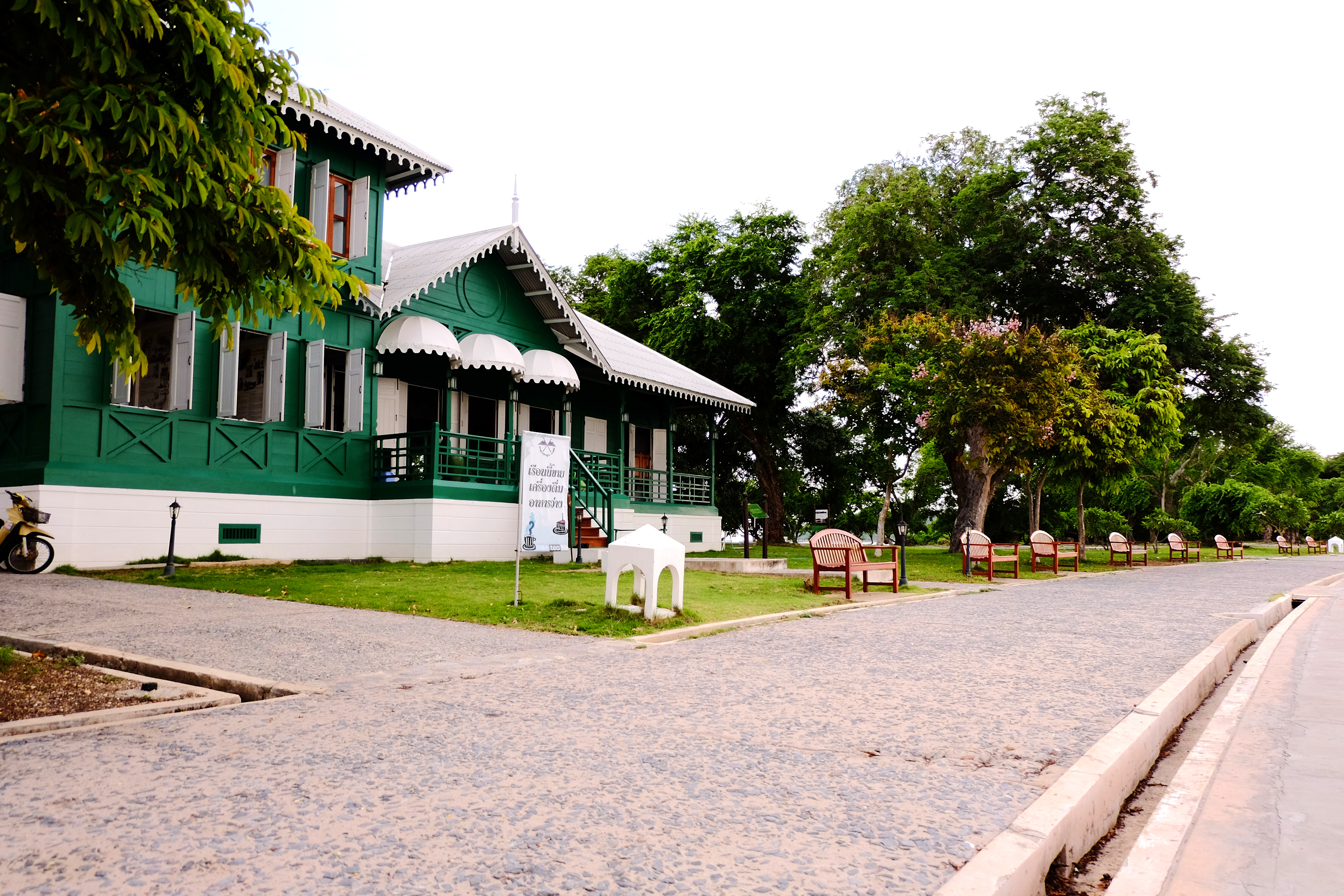
Edifício Sea View

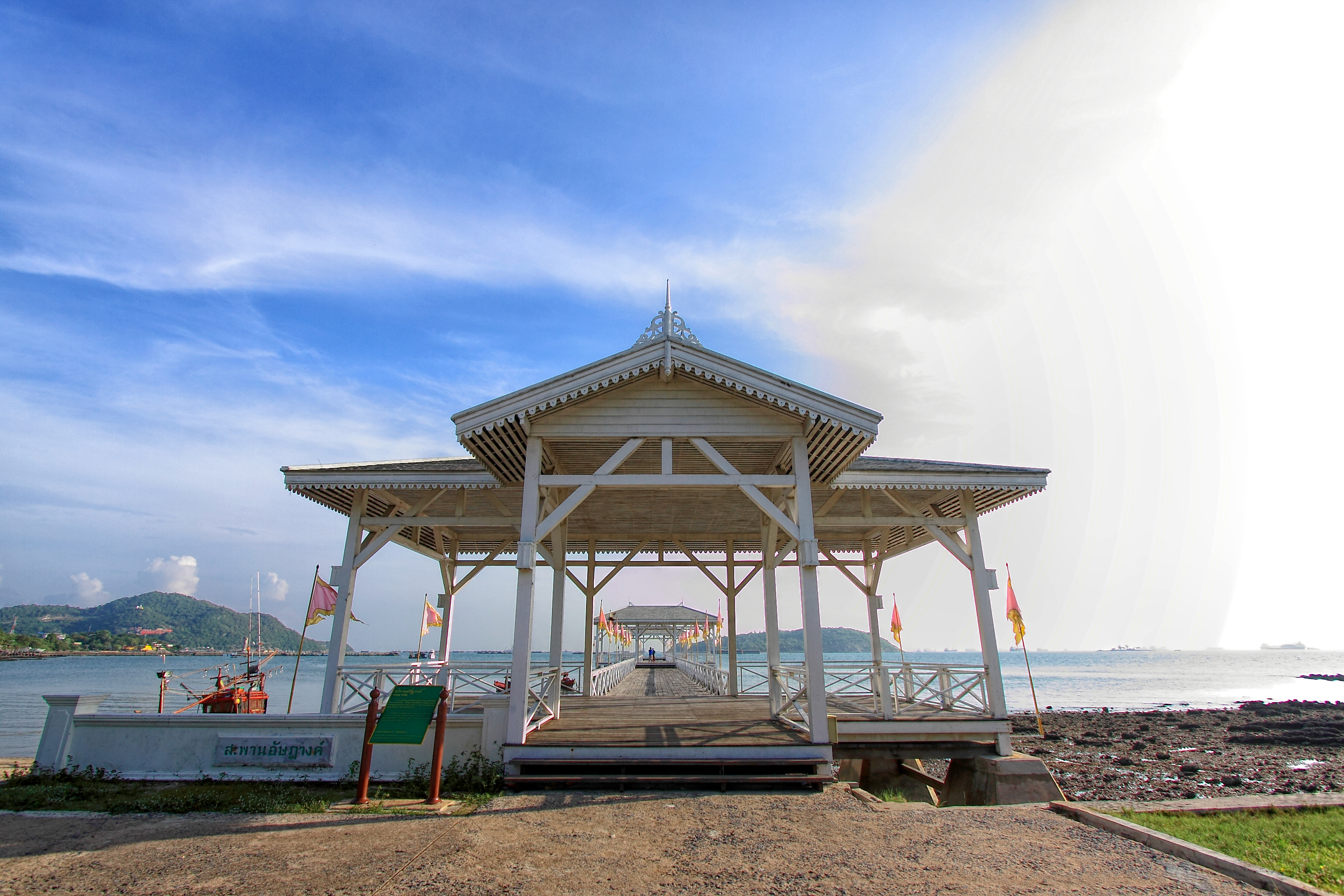
Palácio Phra Chuthathut

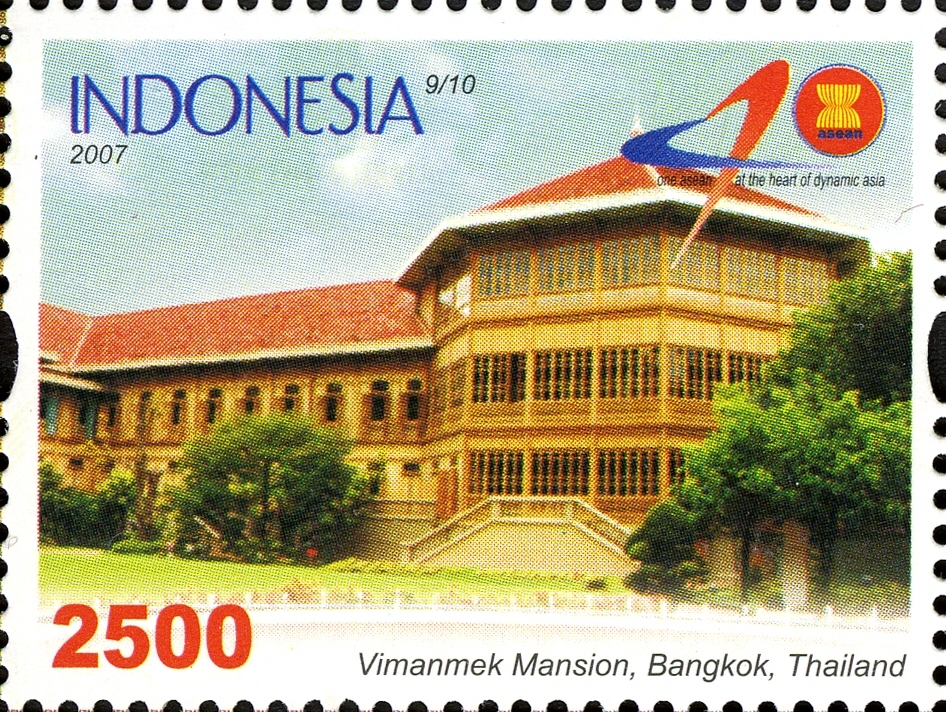
Selo indonésio de 2007 representando o palácio

O Palácio Phra Chuthathut (em tailandês: ราชฐาน จุฑา ธุช ราชฐาน Phra Chuthathut Ratchathan) ou o Palácio Sichang (ชัง สี ชัง Phra Ratcha Wang Sichang) é uma residência real de verão durante o reinado do Rei Chulalongkorn nas ilhas do distrito de Ko Sichang, província de Chonburi. Depois que os franceses ocuparam a ilha durante um conflito com a Tailândia pelo controle do vizinho Laos em 1893, a residência real foi abandonada. No dia atual a universidade de Chulalongkorn usa o palácio e a área para a estação da pesquisa e do treinamento da ciência marinha de Sichang e o museu da universidade de Chulalongkorn.

## História
Em 1888, a rainha Saovabha Phongsri e o príncipe herdeiro Vajiravudh estavam doentes e receberam o conselho do médico real para permanecer em Koh Sichang até os sintomas desaparecerem. Além disso, Koh Sichang é o local de recuperação do Príncipe Asdang Dejavudh durante a sua doença. Mais tarde, em 1889, o rei Chulalongkorn construiu uma casa de repouso para os pacientes e deu o nome de "Edifício Vadhana" em homenagem à Rainha Savang Vadhana, "Edifício Phongsri" em homenagem à Rainha Saovabha Phongsri e "Edifício Apirom" em homenagem à Princesa Saisavali Bhiromya. Em 1892, o rei Chulalongkorn descansou em Koh Si Chang naquela época em que a rainha Saovabha Phongsri estava grávida. Então o rei construiu um palácio de verão chamado "Palácio Phra Chuthathut" depois de seu filho, Príncipe Chudadhuj Dharadilok, que nasceu nesta ilha. O palácio é composto por 4 salas de trono e 14 casas reais.
A residência real foi abandonada em 1893 depois que os franceses ocuparam a ilha durante um conflito com a Tailândia pelo controle do vizinho Laos na Guerra Franco-Siamesa. Em 1900, o palácio foi demolido e remontado em Bangkok, onde hoje se chama Mansão Vimanmek.
Em 2002, a Universidade Chulalongkorn iniciou uma reforma para expor como um museu de locais históricos e atrações históricas. Sua Alteza Real a Princesa Maha Chakri Sirindhorn gentilmente presidiu a cerimônia oficial de abertura do Museu do Palácio Phra Chuthathut em 12 de janeiro de 2004.